# Fernando Giaccardi
Fernando Giaccardi Giraud (Parigi, 3 febbraio 1903 – Torino, 4 febbraio 1970) è stato uno statistico ed economista italiano.

## Biografia
Laureatosi con lode nel 1927 in scienze economiche e commerciali all'Università di Torino, fu nominato, nel 1929, assistente alla cattedra di matematica finanziaria del R. Istituto Superiore di Scienze Economiche dell'Università di Torino, incarico che mantenne fino al 1940, quando divenne professore straordinario di matematica finanziaria all'Università di Trieste. Con incarichi di insegnamento fin dal 1934 e conseguita la libera docenza in matematica generale e finanziaria nel 1936, tenne vari insegnamenti delle Facoltà di Economia e Commercio sia di Torino che di Trieste fin quando, conseguito l'ordinariato nel 1950, assunse la cattedra di matematica finanziaria che fu di Filadelfo Insolera (lasciata per raggiunti limiti d'età) e la direzione dell'Istituto di Matematica Finanziaria ed Attuariale.
I suoi maggiori contributi riguardarono l'analisi matematica applicata, la statistica applicata all'economica, alla biologia e alla demografia, la matematica finanziaria.
Contribuì pure all'Enciclopedia delle matematiche elementari e complementi.
Tra i suoi allievi, Eugenio Levi (1913-1969).